# Ortheziola fusiana
Ortheziola fusiana är en insektsart som beskrevs av Shiau och Kozár in Kozár 2004. Ortheziola fusiana ingår i släktet Ortheziola och familjen vaxsköldlöss.
Artens utbredningsområde är Taiwan. Inga underarter finns listade i Catalogue of Life.